# Harly
Harly is een gemeente in het Franse departement Aisne (regio Hauts-de-France). De plaats maakt deel uit van het arrondissement Saint-Quentin. Harly telde op 1 januari 2022 1.563 inwoners.

## Geografie
De oppervlakte van Harly bedroeg op 1 januari 2022 3,76 vierkante kilometer; de bevolkingsdichtheid was toen 415,7 inwoners per km².
De onderstaande kaart toont de ligging van Harly met de belangrijkste infrastructuur en aangrenzende gemeenten.

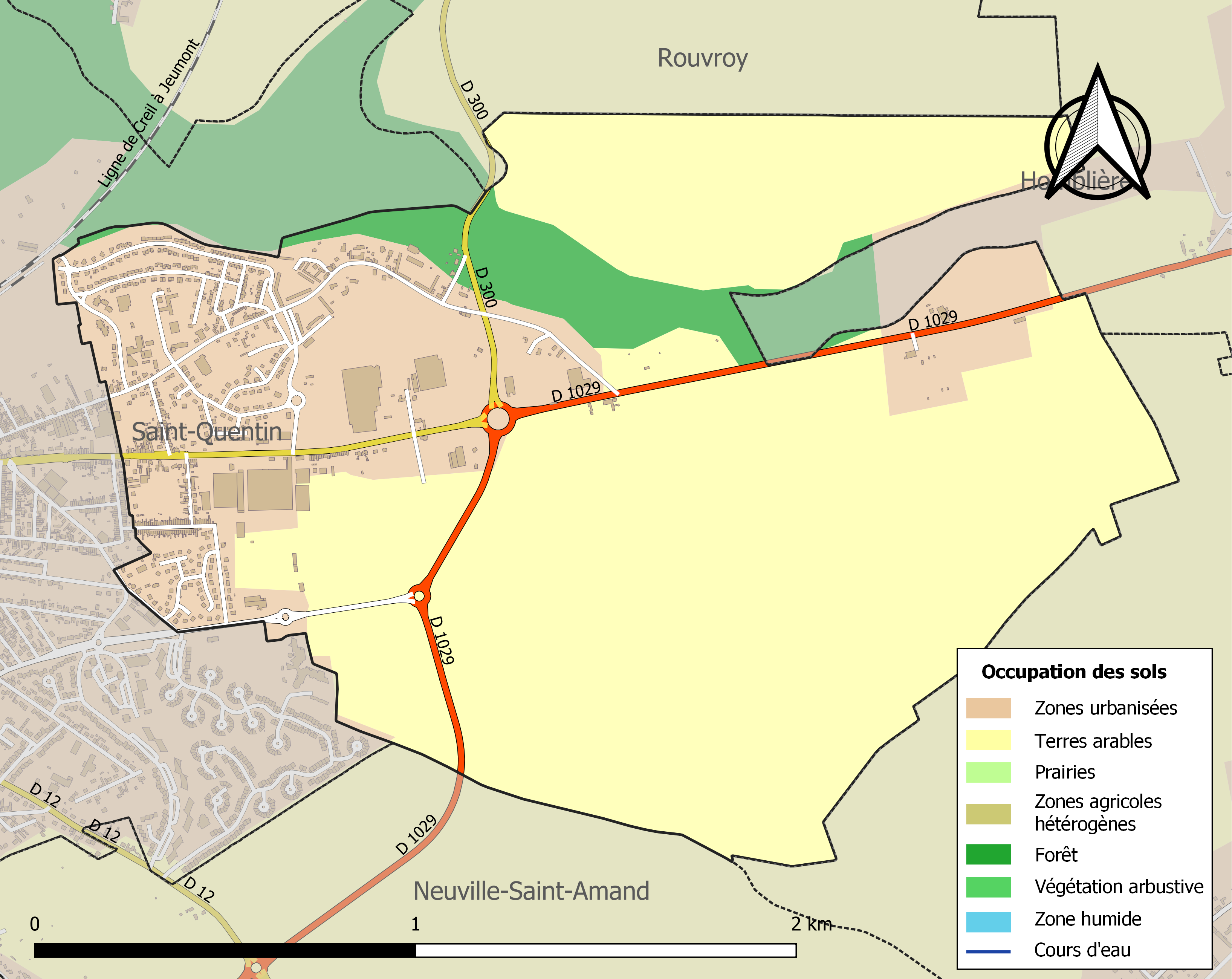

## Demografie
Onderstaande figuur toont het verloop van het inwonertal (bron: INSEE tellingen).
Vanwege een beveiligingsprobleem met de MediaWiki Graph-software is het momenteel niet mogelijk deze grafiek weer te geven. Zodra de software is bijgewerkt zal de grafiek vanzelf weer zichtbaar worden.

## Bekende personen uit Harly
- Jean-Marie Lefèvre (1953-), dichter.

## Archeologisch
- Vondsten van geslepen vuurstenen.
- In april 2013 werden 180 graven blootgelegd uit de Merovingische tijd.